# 닫힌 작용소
함수해석학에서 닫힌 작용소(영어: closed operator)는 그 그래프가 닫힌집합인, 조밀 집합 위에 정의된 선형 변환이다. 닫힐 수 있는 작용소(영어: closable operator)는 그 그래프의 폐포를 취하여 닫힌 작용소로 만들 수 있는 작용소이다. 이 경우, 에르미트 수반 등의 연산이 잘 정의된다.

## 정의
다음이 주어졌다고 하자.
- {\displaystyle \mathbb {K} \in \{\mathbb {R} ,\mathbb {C} \}}
- {\displaystyle \mathbb {K} }-위상 벡터 공간 {\displaystyle E}
- 하우스도르프 {\displaystyle \mathbb {K} }-위상 벡터 공간 {\displaystyle F}
- {\displaystyle E}의 조밀 {\displaystyle \mathbb {K} }-부분 벡터 공간 {\displaystyle D\subseteq E}
- {\displaystyle \mathbb {K} }-선형 변환 {\displaystyle A\colon D\to F}

그렇다면, {\displaystyle A}의 그래프
{\displaystyle \operatorname {graph} A=\{(x,Ax)\colon x\in D\}\subseteq E\oplus F}
를 생각할 수 있다.
{\displaystyle A}에 대하여 다음 조건들이 서로 동치이며, 만약 이 조건이 성립한다면 {\displaystyle A}를 닫힌 작용소라고 한다.:63
- {\displaystyle A}의 그래프가 위상 벡터 공간 {\displaystyle E\oplus F}의 닫힌집합이다.
- 임의의 {\displaystyle x\in E} 및 그물 {\displaystyle (x_{i})_{i\in I}\subseteq D}에 대하여, 만약 {\displaystyle \textstyle \lim _{i\to \infty }x_{i}=x}이며 {\displaystyle \lim _{i\to \infty }Ax_{i}=y\in F}라면, {\displaystyle x\in D}이며 {\displaystyle y=Ax}이다.

물론, 만약 {\displaystyle E} 및 {\displaystyle F}가 프레셰 공간이라면, 둘째 조건에서 그물 대신 점렬을 사용해도 된다.

### 닫힐 수 있는 작용소
다음이 주어졌다고 하자.
- {\displaystyle \mathbb {K} \in \{\mathbb {R} ,\mathbb {C} \}}
- {\displaystyle \mathbb {K} }-위상 벡터 공간 {\displaystyle E}
- {\displaystyle \mathbb {K} }-위상 벡터 공간 {\displaystyle F}
- {\displaystyle E}의 조밀 {\displaystyle \mathbb {K} }-부분 벡터 공간 {\displaystyle D\subseteq E}
- 연속 {\displaystyle \mathbb {K} }-선형 변환 {\displaystyle A\colon D\to F}

이 경우, 다음 두 조건이 서로 동치이며, 이 조건이 성립한다면 {\displaystyle A}를 닫힐 수 있는 작용소라고 한다.:63
- {\displaystyle \operatorname {graph} {\bar {A}}=\operatorname {cl} (\operatorname {graph} A)}인 연속 선형 변환 {\displaystyle {\bar {A}}\colon {\bar {D}}\to F}이 존재한다. (여기서 {\displaystyle {\bar {D}}=\operatorname {proj} _{E}\operatorname {graph} {\bar {A}}}이다.)
- 임의의 {\displaystyle x\in E} 및 두 그물 {\displaystyle (x_{i})_{i\in I}\subseteq D} 및 {\displaystyle (x'_{i'})_{i'\in I'}\subseteq D}에 대하여, 만약 {\displaystyle \textstyle \lim _{i\to \infty }x_{i}=\lim _{i'\to \infty }x_{i'}=x}이며 {\displaystyle \textstyle \lim _{i\to \infty }Ax_{i}=y}이며 \textstyle\lim_{i'\to\infty}x'_{i'} = y'</math>라면, {\displaystyle y=y'}이다.

다시 말해, 닫힐 수 있는 작용소에서는, 임의의 {\displaystyle E}의 원소에서 {\displaystyle A}의 값을 그물 또는 점렬의 극한으로 정의하려고 한다면, 이러한 가능한 정의는 (만약 가능하다면) 유일하다.
이 경우, {\displaystyle \operatorname {cl} (\operatorname {graph} A)}로 정의되는 작용소를 {\displaystyle {\bar {A}}}로 표기하며, {\displaystyle A}의 폐포(영어: closure)라고 한다.

## 성질
{\displaystyle \mathbb {K} }-힐베르트 공간 {\displaystyle H}의 조밀 부분 집합
{\displaystyle D\subseteq E}
위의 선형 변환
{\displaystyle A\colon H\to H}
의 에르미트 수반을 정의하려 한다고 하자. 이 경우, 그 수반의 정의역은
{\displaystyle \operatorname {dom} A^{*}=\left\{x\in H\colon \langle x|A\in {\mathcal {H}}^{*}\cong {\mathcal {H}}\right\}}
이다. 이것이 조밀 집합일 필요 충분 조건은 {\displaystyle A}가 닫힐 수 있는 작용소인 것이다.
이 경우, {\displaystyle A}가 닫힐 수 있는 작용소일 때
{\displaystyle {\bar {A}}=A^{**}}
이다. 즉, 닫힌 작용소의 경우 {\displaystyle A={\bar {A}}=A^{**}}이다.
힐베르트 공간 위의 모든 대칭 작용소는 닫힐 수 있는 작용소이다. 힐베르트 공간 위의 모든 자기 수반 작용소({\displaystyle A=A^{*}})는 닫힌 작용소이다.
즉, 힐베르트 공간 위에서 다음 포함 관계가 성립한다.
| 대칭 작용소      | ⊂ | 닫힐 수 있는 작용소 |
| ∪                |   | ∪                   |
| 자기 수반 작용소 | ⊂ | 닫힌 작용소         |
|                  |   | ∪                   |
|                  |   | 유계 작용소         |

### 닫힌 그래프 정리
두 {\displaystyle \mathbb {K} }-바나흐 공간 {\displaystyle E}, {\displaystyle F} 사이의, {\displaystyle E} 전체에 정의된 {\displaystyle \mathbb {K} }-선형 변환 {\displaystyle A\colon E\to F}을 생각하자. 이 경우, {\displaystyle A}가 닫힌 작용소인 것은 {\displaystyle A}가 유계 작용소인 것과 동치이다. 이를 닫힌 그래프 정리(영어: closed graph theorem)라고 한다.

## 참고 문헌
1. 1 2 3  Teschl, Gerald (2009). 《Mathematical methods in quantum mechanics with applications to Schrödinger operators》. Graduate Studies in Mathematics (영어) 99. American Mathematical Society. ISBN 978-0-8218-4660-5. MR 2499016. Zbl 1166.81004.